# Buz
Buz je obec v okresu Gjirokastër, kraji Gjirokastër, jižní Albánii.

## Poloha
Buz se nachází na severovýchodě bývalého okresu Tepelenë. Sousedními obcemi jsou Badër, Arrëz e Vogël, Gllava a Selcka. K obci patřily také vesnice Bardhaj, Selcka e Vogël, Golemaj, Kalemaj, Shalës, Komar, Xhafaj a Kurtjez.
Obec leží na samotě v horách mezi Memaliaj a Beratem v nadmořské výšce kolem 800 metrů u silnice z Beratu do Këlcyrë. Obec s osadami se rozkládá na ploše asi pěti až osmi kilometrů čtverečních. Většina obyvatel se živí zemědělstvím.